# Garínoain
Garínoain (baskisch Garinoain) ist ein Ort und eine Gemeinde (Municipio) in der Comunidad Foral Navarra in Nordspanien mit 526 Einwohnern (Stand: 2024). 

## Lage
Garínoain liegt etwa 29 km südlich von Pamplona in einer Höhe von ca. 530 m am Cidacos. Durch die Gemeinde führt die Autopista AP-15.

## Sehenswürdigkeiten
- Martinskirche (Iglesia de San Martín de Tours)
- Marienkapelle
- Cäcilienkapelle
- Christuskapelle

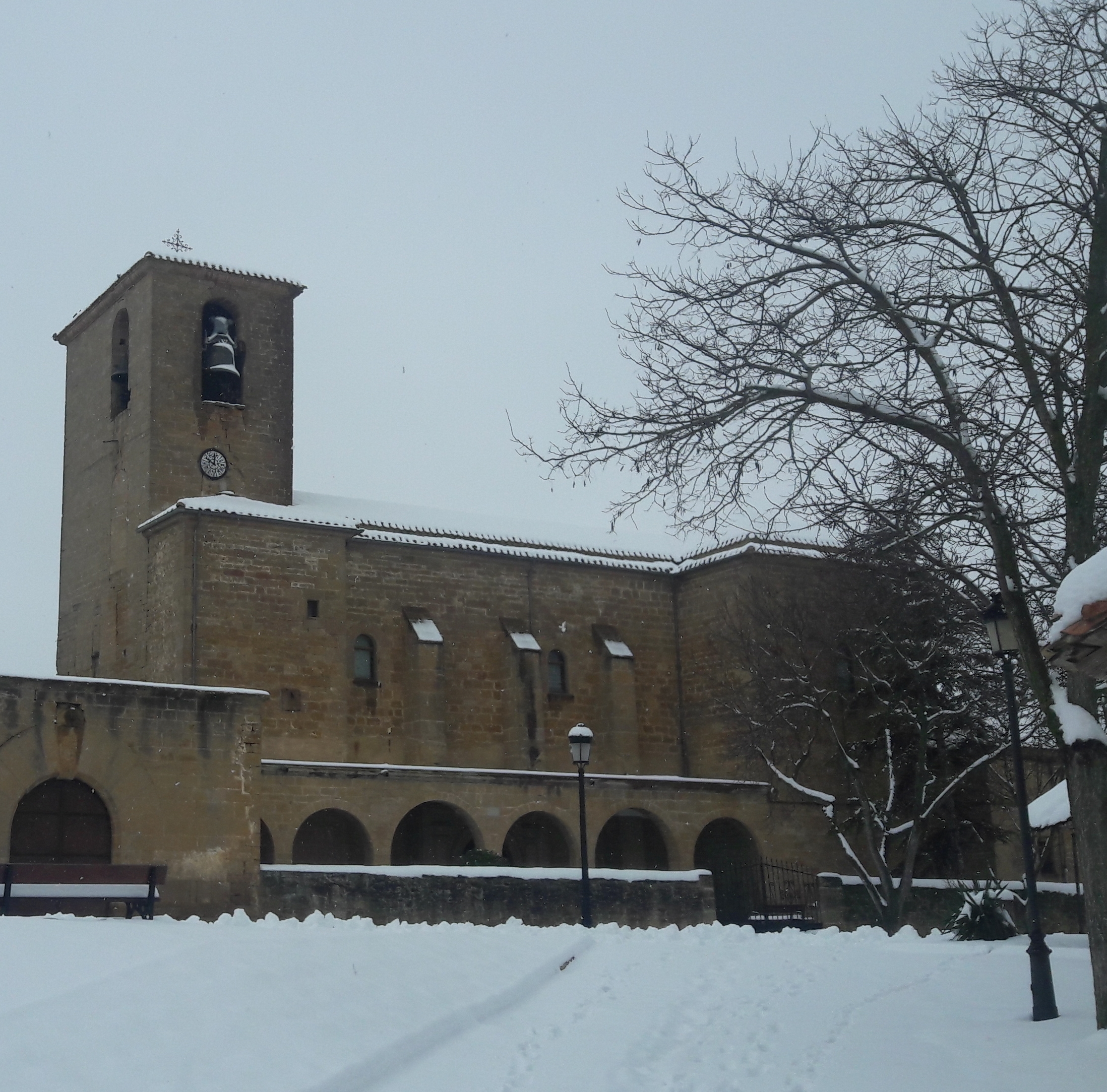
Martinskirche
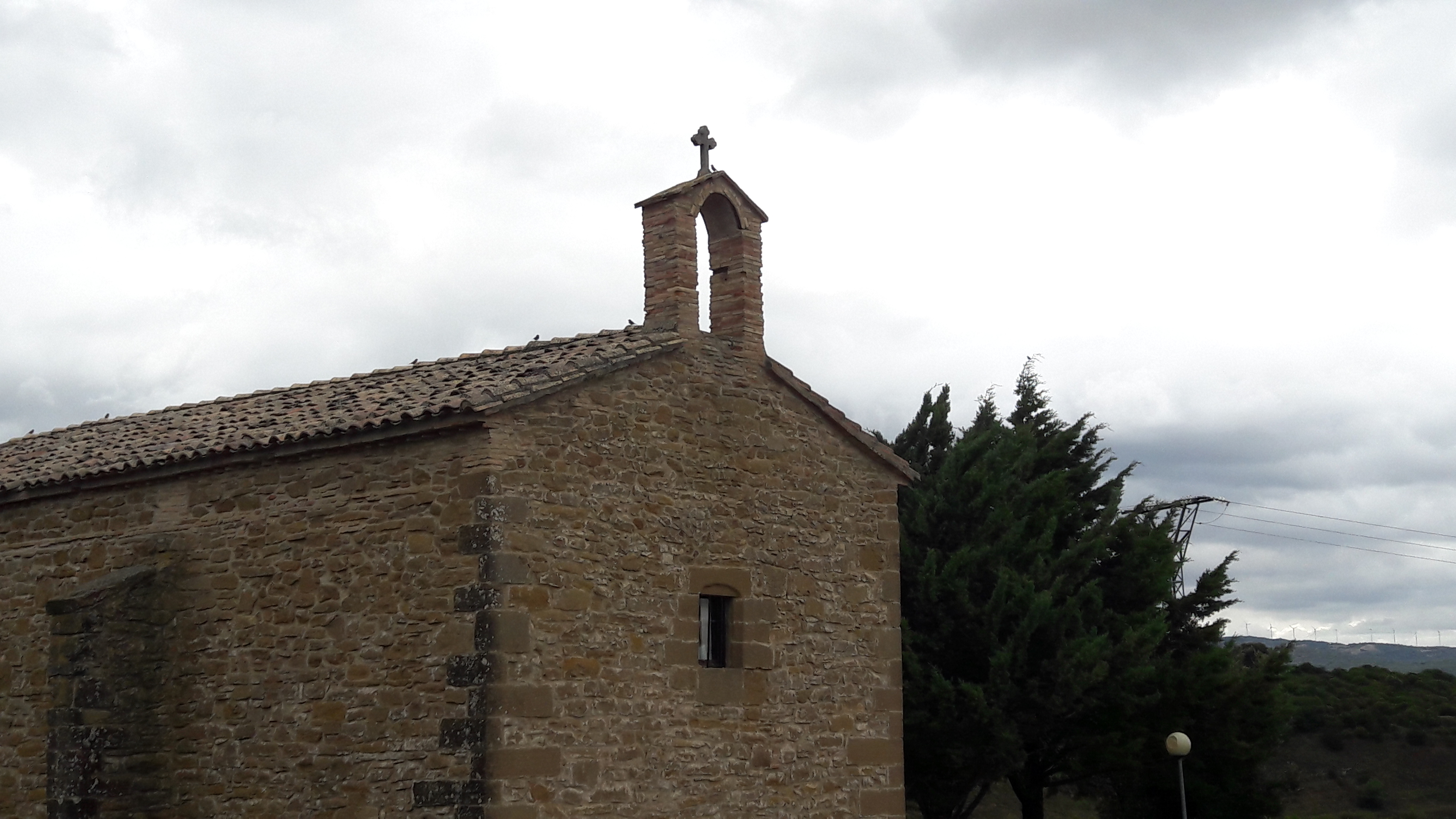
Marienkapelle
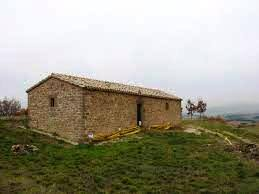
Cäcilienkapelle
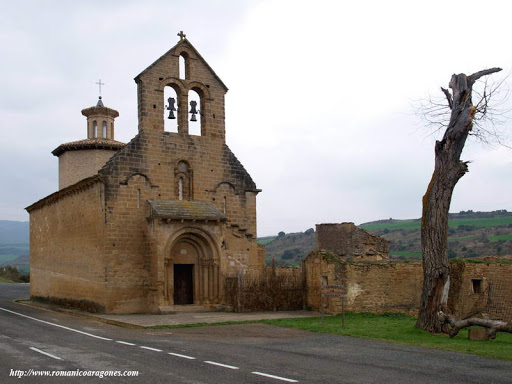
Christuskapelle